# Гоа'улди
Гоа'улдите (понякога грешно произнасяни като Гуулди или Га-улди) са измислени извънземни паразити във вселената на фантастичния сериал Старгейт SG-1. Приличат на змии и обикновено се усукват около гръбнака и близо до мозъка на по-големи същества, които след това могат да контролират. Хората са особено подходящи за целта.
Повечето Гоа'улди се представят за богове, за да контролират армии от роби и според тези, които не ги почитат, са зли, егоцентрични и с мания за величие. Думата „Гоа'улд“ означава „дете на боговете“ на „гоа'улдски“ език. По-висшите Гоа'улди образуват групата на Системните Владетели. Съществува група бунтовници, Ток'ра, които не приемат стандартната практика на Гоа'улдите и не се представят за богове, а използват само гостоприемници-доброволци. Даден Гоа'улд може да бъде наричан и симбионт, предимно когато паразитът и гостоприемникът споделят свободна връзка от взаимна полза, както при Ток'ра.
Гоа'улдите са основните врагове на SG-1 в по-голямата част от сериала, но в девети сезон са заменени от Ораите, след смъртта на повечето от Системните Владетели.

## История

### Произход
На родната си планета – известна само с името, дадено ѝ от SGC, P3X-888 и с адреса си () – Гоа'улдите започнали като сравнително безпомощни водни ларви, раждани в големи количества от Майка Гоа'улд. Тези, които оцелявали и достигали пълнолетие, равивали перки, с които могат да изскачат от водата, за да се впият във врата на подходящо същество. Унасите, родом от същата планета, били предпочитаните гостоприемници. Вместо да останат на P3X-888, Гоа'улдите, които използвали Унасите за гостоприемници, преминали през старгейта на планетата и емигрирали на други светове. Нахлували и покорявали владенията на други цивилизации, докато накрая покорили целия Млечен Път. След време, когато видът започнал да измира, Висшият Системен Владетел Ра открил Земята и примитивните хора, които я населявали. Те се оказали много по-подходящи гостоприемници за Гоа'улдите, тъй като телата им били по-лесни за възстановяване, а ръцете и говорните им способности предлагали много по-голяма свобода на изразяване, както и по-лесен начин за използване на различни устройства. Гоа'улдите престанали да използват Унасите за гостоприемници. След като Гоа'улдът влезе в тялото на даден гостоприемник, е трудно да се прехвърли в друг, защото симбионтът губи перките си и изглежда атрофира значително. Гоа'улдите, които пътешествали сред звездите развили различен жизнен цикъл от тези, които останали на P3X-888. Те модифицирали група хора в Джафи, които използвали като инкубатори за ларвите си. С това не само си осигурили силни слуги и воини, но и подобрили способността на ларвата да използва хора за гостоприемници – ларви, отраснали „на свобода“ имат около 50% шанс за създаване на успешна симбиотична връзка, а тези от Джафите са много по-пригодени за целта. Въпреки това Гоа'улдите не са многобройни. Според Селмак има „дузини Системни Владетели и хиляди [възрастни] Гоа'улди.“
Гоа'улдите на P3X-888 нямат накуада в кръвта си, но тези по другите светове имат. В сериала не се обяснява защо това е станало, а само се споменава. Но освен това се казва, че наличието на накуада в кръвта на даден индивид му позволява да борави с Гоа'улдска техника. Затова вероятно някога Гоа'улдите са добавили накуада в организмите си. Това би им позволило да създават устройства, които да реагират на наличието на накуада и които само те биха могли да използват. Така би било по-лесно да се преструват на богове, като представят чудо на технологията за свръхестествена способност.
Смята се, че ерата на политическото превъзходство на Гоа'улдите в Млечния Път е започнала скоро след като Ра открил хората – някъде през деветото или осмото хилядолетие пр.н.е. Тя продължава до нашествието на Размножителите през 2005.

### Империята на Гоа'улдите
8000 години пр.н.е. Гоа'улдите били изчезващ вид. Контролирайки Унасите на планетата си се научили как да използват Старгейта, но не издържали дълго дори в гостоприемниците си. Един от Гоа'улдите, Ра, намерил свят, наречен Земя и нарекъл населяващите го разумни същества Тау'ри (Първородните). След като Гоа'улдите разбрали, че можели да живеят изключително дълго в човешките гостоприемници, покорили Земята. Използвали част от хората като Джафи, за инкубатори на ларвите, а останалите – като роби. Представяли се за езическите богове на различни народи (с изключение на скандинавските богове, чиито роли вече били поети от Асгардите). Заселили много други светове с хора, които да копаят в мините за накуада, но когато минералът свършвал, изоставяли планетата. Тау'рите обаче се разбунтували и прогонили Ра. Гоа'улдите забравили за земята за почти 5000 години.
През 1996 Тау'рите отново станали заплаха за Гоа'улдите, когато Джак О'Нийл и Даниел Джаксън минали през Старгейта, убили Ра и по-късно успели да спрат Апофис, който искал да покори земята. След смъртта на Гоа'улдската кралица Хатор, Висшият съвет на Системните Владетели възнамеряват да нападнат Земята. Плановете им се провалят, защото Договорът за Защитените Планети между Гоа'улдите и Асгардите е променен и вече включва и планетата на Тау'рите.
След смъртта на Кронос и Апофис жадните за власт Системни Владетели започнали да воюват помежду си. Неизвестен враг се възползвал от това и нападал всички Гоа'улди. Висшият съвет на Системните Владетели се събрал, за да се сключи примирие. Последният пристигнал Гоа'улд, Озирис, представлявал Анубис – Системен Владетел, за когото всички смятали, че е мъртъв. Анубис предложил да унищожи Тау'рите, като в замяна му бъде позволено да се върне като Системен Владетел. Всички останали Владетели, освен Ю, приели предложението. Когато Анубис се провалил, останалите Системни Владетели се обединили срещу него, но огромният му кораб майка му дал значително предимство и той надделял.
Ю не бил способен да води Съюза, защото вече изгубвал разсъдъка си поради твърде честа и продължителна употреба на саркофага. Ба'ал бил избран на негово място и флотата на съюза унищожила кораба майка на Анубис над планетата Лангара.
С останалите си кораби Анубис нападнал земята, защото мислел, че хората знаят къде се намира Изгубеният Град на Древните. След като бил победен с помощта на управляемите ракети на аванпоста на Древните, Системните Владетели си разделили армията и територията му. Ба'ал намерил Тартар, където Анубис създавал своите Къл воини. Ба'ал ги препрограмирал, за да служат на него и с тяхна помощ нападнал всички Гоа'улди, които не му се подчинили.

### Краят на Гоа'улдите
Системните Владетели се опитали да накарат Тау'рите да използват оръжията на Древните срещу Ба'ал, но хората предпочели да не се намесват в борбата на Гоа'улдите. Системните Владетели били в безизходица. Скоро след това Размножителите победили и убили почти всички останали Владетели. Размножителите били унищожени от Тау'рите, Ток'рите, Асгардите и Ба'ал с помощта на Супероръжието на Дакара, свещена планета за Джафите.
Превземането на Дакара било ключово за въстанието на Джафите. Повечето от тези, които още служели на господарите си, ги напуснали и борбата, продължила осем години, приключила.

### Тръстът
След като империята на Гоа'улдите била почти напълно разрушена, останалите Гоа'улди се укрили на земята и поели контрола над някои от най-големите и влиятелни корпорации. Освен това Ба'ал клонирал себе си, за си осигури един вид безсмъртие. Дори промил мозъците на някои от Свободните Джафи, за да изгради империята си наново.

## Характерни черти
Повечето Гоа’улди приемат имената на класически езически богове от Земята и особено от древен Египет. Изключение правят скандинавските богове, чиито имена са заети от Асгардите). Нито един Гоа’улд не използвал име от Авраамическите религии като Юдеизъм, Християнство и Ислям, макар че (Сокар) се представя за Сатаната пред група средновековни християни.
Гоа’улдите са толкова самовлюбени, че на техния език името Гоа’улд означава „Богове“ или „Деца на боговете“. Все още се спори дали Гоа’улдите са приели имената на божества, които хората вече са почитали или Египетската, Китайската, Японската, Индийската, Месопотамската, Римската, Гръцката, и други древни митологии са се зародили от едновремешното господство на Гоа’улдите на Земята.
Най-силните Гоа’улди се наричат Ситемни Владетели. Те владеят няколко планети, имат огромни армии от Джафи и поддържат флоти от могъщи космически кораби, наподобяващи пирамиди. Главни Системни Владетели са били Апофис, Ба’ал, Херу’ур, Кронос, Нирти, Ю, Сокар, Озирис, Анубис, повечето от които умират в различен етап от сериала. Най-могъщият Системен Владетел е Ра, докато Тау’рите не го убиват във филма „Старгейт“ през 1994 година.
Гоа’улдите могат да предадат паметта си на децата си чрез генетична памет. Това се случва и когато два гостоприемника създадат свое дете. То е от биологичния вид на родителите си, но „знае всичко, което знаят Гоа’улдите“. Такова дете се нарича „Харсесис“. Ще знае всичко за техниката им, както и всичките им тайни, най-вече това, че не са богове. Може да разкрие това на хората и да ги научи да боравят с уредите на Гоа’улдите. Това би унищожило властта на паразитите над хората и Джафите. Затова създаването на Харсесиси е строго забранено и това е едно от малкото правила, което всички Гоа’улди спазват. Генетичната памет се смята за една от причините те да са жестоки и жадни за власт. Те просто се раждат зли.
Гостоприемникът на Гоа’улда обикновено говори със страховит басов глас, освен когато паразитът му позволява да говори свободно или когато последният се преструва на обикновен човек. Според Нерус гласът не е задължителен. Затова се смята, че се използва, за да се прави разлика между паразита и гостоприемника (както правят Ток’рите) или да се плашат робите.
Понякога, например като израз на гняв, Гоа’улдът може да накара очите на гостоприемника да светят за кратко. Това се случва и когато Гоа’улдът поеме контрол над гостоприемника и когато един от двамата умре. Въпреки че това светене е една от по-забележителните им черти, никога не е обяснено как точно го постигат.
Гоа’улдите дават на гостоприемниците си свръхчовешка сила и способност за самолечение. Гостоприемникът продължава да функционира дори след като е претърпял травми, които биха убили повечето хора (но унищожението на жизненоважните органи все още е смъртоносно) и може да живее векове наред. Системните Владетели могат да увеличат това време до хилядолетия с помощта на саркофаг.
Смята се, че да бъдеш гостоприемник е същински ад и гостоприемниците, които са били контролирани продължително време, обикновено се считат за полудели. Повечето Гоа’улди убити в „Старгейт SG-1“ са били в гостоприемник, който умира заедно с тях. При опит да се отстрани паразитът, той може да пусне силна смъртоносна отрова в кръвта на гостоприемника и да го убие. Въпреки това Ток’рите са открили как да отстранят симбионтът по хирургичен път, при минимална опасност и за него и за гостоприемника. Според Селмак обаче, методът на Ток’рите е безопасен само за гостоприемника, защото включва убиването на паразита, преди да може да пусне отровата. Отстраняването не се налага при Ток’рите, тъй като те не таят враждебност или чувство за превъзходство към гостоприемниците си. Асгардският техник Хермиод също открива как да отстранява паразита – чрез Лъчева техника („Критична маса“).
Гоа’улдите са паразити и що се отнася до техника. Много раси в галактиката, като Асгардите и Древните са разчитали на собствения си технологичен прогрес хилядолетия наред, Гоа’улдите са достигнали това технологично ниво като крадат техниките на други раси и ги пригодяват са собствена употреба. Добър пример за това са самите Старгейти. Макар и звездните порти да са създадени от Древните, Гоа’улдите са контролирали толкова много от тях в тази галактика за толкова продължително време, че ги представят за свое изобретение. Не се знае дали все пак някои отделни елементи от техниката на Гоа’улдите не са били открити и развити от самите Гоа’улди. Често арогантните паразити твърдят, че са „изобретили“ дадено устройство, когато всъщност не е така. Но няма съмнение, че Гоа’улдите имат изобретатели и техници, които могат да подобряват съществуваща техника (например да разширят полето на невидимостта около цял Ха’так, като в „Отровата на змията“). Тези лъжи са сред многото, с които Гоа’улдите се представят за богове пред тези, над които властват.
Вероятно защото Гоа’улдите отделят малко време за откритието на нови технологии и защото забраняват на слугите си да правят проучвания и подобрения, обществото им не се е променило много за хилядолетията, изминали откакто осъществили контакт с Тау’рите.

### Гостоприемниците
Паразитната същност на Гоа’улдите ги задължава да използват гостоприемници, за да взаимодействат с околния свят. Първоначално използвали Унасите, както и някои други извънземни раси, но накрая се спрели на хората. Гоа’улдите избират гостоприемника си от множеството заселени с роби светове, които влизат във владенията им, но в краен случай могат да използват първият попаднал им организъм, дори и да не е пола, който предпочитат. Това важи само за възрастните паразити. Младите ларви стоят в торбите на Джафите.
След като навлезе в организма, паразитът, в зависимост от възрастта си, поема пълен контрол и има достъп до спомените на гостоприемника. Това е полезен начин за извличане на информация от пленници или за проникване сред врага, тъй като така Гоа’улдът може лесно да се впише в обстановката и да не е подозрителен.
Гоа’улдите разпространяват и поддържат мита, че след като организмът е бил взет за гостоприемник „не остава нищо от гостоприемника“. Всъщност личността на гостоприемника потискана от съзнанието на симбионта. Някои по-силни съзнания могат да се борят с влиянието на паразита, и дори успяват да поемат контрол на тялото си за кратко. Понякога гостоприемникът може да повлияе на смибионта, като например Киндра, която убедила симбионта си, че щом Кимерия е забранен за Гоа’улдите свят, значи там има нещо важно. Въпреки това за гостоприемника е травмиращо преживяване да бъде такъв. Според някои от тях това е като да „живееш в кошмар, от който не можеш да се събудиш“.
Когато взимат нов гостоприемник, симбионтите обикновено са много агресивни и използват физическата си форма да проникнат през задната част на врата на организма. Паразитите почти никога не влизат през устата на гостоприемника, тъй като „не искат да си спомнят ужаса, изписан по лицата на гостоприемниците, когато симбионтът влиза в тях“. При Ток’рите обаче, чиито гостоприемници са такива доброволно, обичайният начин за свързване с друг организъм е именно чрез устата.
Тъй като Гоа’улдите могат да пуснат смъртоносна отрова в кръвта на гостоприемника си, понякога използват организма, в който се намират, като заложник, особено срещу хора, които са близки на гостоприемника. Но има и случаи, когато организмът оцелява след смъртта на паразита. Това става, когато Гоа’улдът го направи доброволно (което е рядко) или когато симбионтът бъде отстранен с намесата Ток’рите или Асгардите. Тези оцелели гостоприемници имат следи от накуада в кръвта си, което им позволява да работят с гоа’улдска техника. Освен това притежават и откъслечни спомени от живота на Гоа’улда.

## Общество
Империята на Гоа'улдите се простирала върху голяма част от Млечния път, като тази територия си делят множество благородници. Най-силните и могъщите от тях получават титлата Системни Владетели. Те управляват огромни армии и обикновено са в конфликт помежду си. Най-силният сред тях може да получи рядко даваната титла Върховен Системен Владетел, какъвто е бил и Ра. Те имат множество подчинени Владетели, които улесняват управлението на огромните им територии, но и кроят планове да се издигнат. Системните Владетели могат да гласуват за приемането на нови Владетели и изгонването на някого от редиците им. Могат да посочват свои врагове, като възлагат екзекуцията им на Аш'раците. Някои Гоа'улди организирали малки групи, които били против управляващите Системни Владетели, например Линврисите и Ток'рите.

### Език
Във филма Старгейт, Даниел Джаксън определя езика, говорен от Ра и Абидонците, като вариант на древноегипетски. Измисленият език на Гоа'улдите в Старгейт SG-1 се използва също от робите и Джафите им, често вмъкван в обикновен разговор. Най-често използваните гоа'улдски думи са „чапа'ай“ („Старгейт“), „шол'ва“ („предател“, често използван за Тийл'к от различни Гоа'улди и Джафи) и „Крий“ (с множество значения като „ела“, „слушай“, „приготви се“ и „прицели се“; появява се в много епизоди в различен контекст). Повечето гоаулдска писменост в сериала е базирана на египетски йероглифи.

## Техника
Гоа'улдите са откраднали или завладели по-голяма част от технологиите си от други раси. Въпреки това сред Гоа'улдите има и изобретатели – Анубис и Ба'ал, например, са показани като иноватори. Много от гоа'улдските оръжия като жезъла са създадени да бъдат по-скоро ефектни, отколкото ефективни. Целта им е да сплашват и да напомнят на поданиците, че Гоа'улдите са богове. Някои изобретения, като ръчното устройство и лечебното устройство се използват само с мисловни команди и за употребата им е нужно наличието на накуада в кръвта на използващия ги.
|  | Тази страница частично или изцяло представлява превод на страницата Goa'uld в Уикипедия на английски. Оригиналният текст, както и този превод, са защитени от Лиценза „Криейтив Комънс – Признание – Споделяне на споделеното“, а за съдържание, създадено преди юни 2009 година – от Лиценза за свободна документация на ГНУ. Прегледайте историята на редакциите на оригиналната страница, както и на преводната страница, за да видите списъка на съавторите. ВАЖНО: Този шаблон се отнася единствено до авторските права върху съдържанието на статията. Добавянето му не отменя изискването да се посочват конкретни източници на твърденията, които да бъдат благонадеждни. |